# Volumen-Funktionsplanung in der Leberchirurgie
Lebertumore, wie das Leberzellkarzinom oder kolorektale Lebermetastasen, können kurativ durch leberchirurgische Eingriffe mit Entfernung des erkrankten Leberparenchyms therapiert werden. Nicht alle Patienten können aufgrund bestimmter Vorerkrankungen eine solche Leberresektion verkraften. Entscheidendes Kriterium für die Operabilität ist, dass noch genügend funktionelles Lebergewebe übrigbleibt, um auch postoperativ die physiologischen Funktionen der Leber zu erfüllen. Die präoperative Volumen-Funktionsplanung in der Leberchirurgie dient der Bestimmung der nach der Operation zu erwartenden Restleberfunktion (FLRF, Future Liver Remnant Function) und findet in der Klinik zur Risikoabschätzung eines postoperativen Leberversagens (posthepatectomy liver failure, PHLF) Anwendung. Grundlegendes Ziel ist dabei die zuverlässige Identifikation derjenigen Patienten, bei denen eine Leberresektion möglichst komplikationslos erfolgen kann.

## Beschreibung

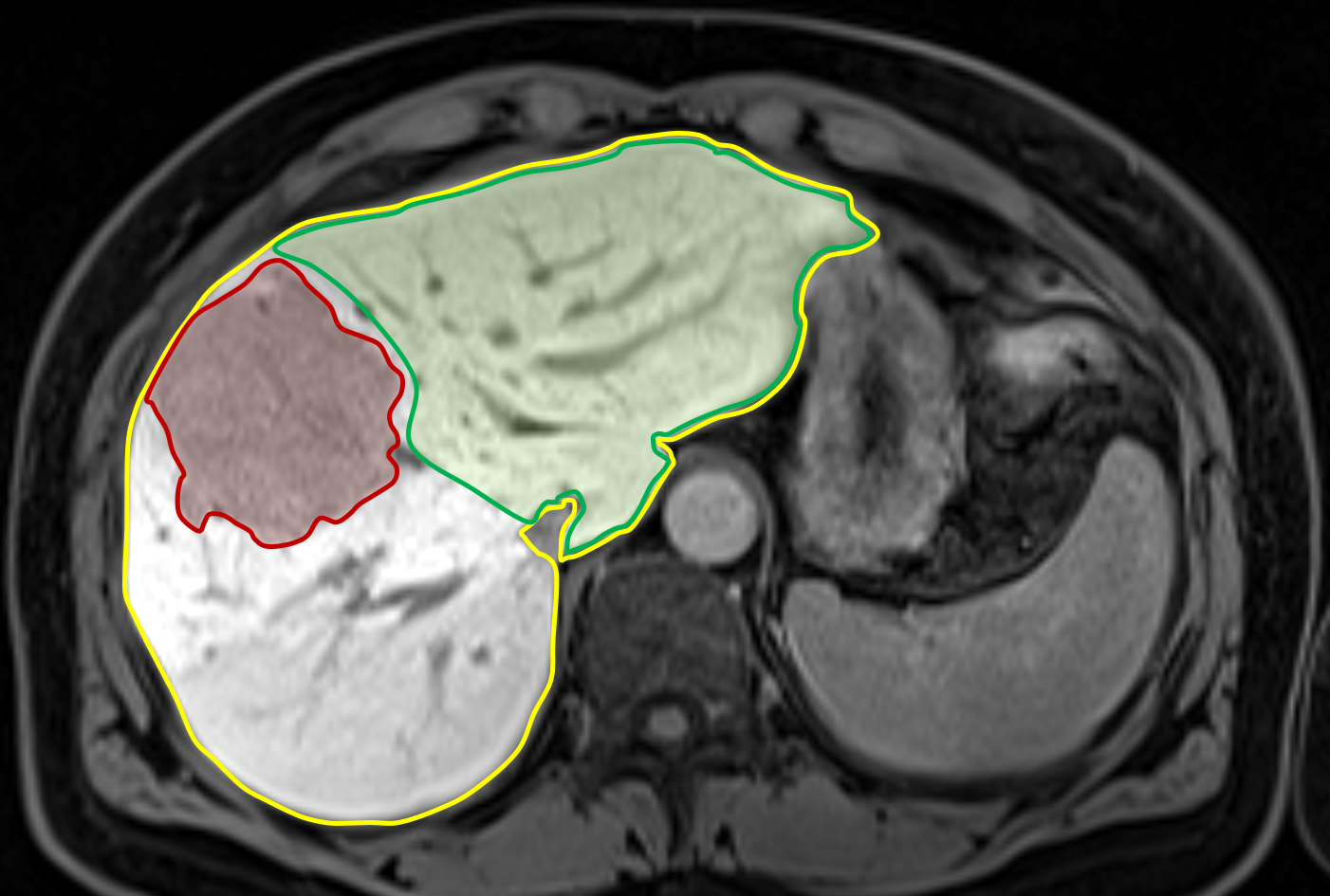
Exemplarische Darstellung eines MRT-Scans mit Markierung der Gesamtleberfläche (gelb), der Tumorfläche (rot) und der Restleberfläche (grün). Zur volumetrischen Berechnung werden sämtliche Schnittbilder analog des Beispiels markiert und die Volumina der gesamten Leber (V_{G}), des Tumors (V_{T}) und der Restleber nach OP (V_{FLRV}) mittels Software bestimmt.

Zur Bestimmung der FLRF wird die Leberfunktion mittels LiMAx-Test bestimmt und mit einer schnittbildbasierten (CT, MRT) Lebervolumenberechnung kombiniert. Es existieren weitere Methoden zur dynamischen Leberfunktionsmessung, deren Anwendung zur Volumen-Funktionsplanung bislang jedoch nicht im Detail erforscht wurde. Im Detail werden, gemäß Stockmann et al., bei präoperativen LiMAx-Werten ≥315 µg/kg/h Majorresektionen (>4 Segmente) als sicher durchführbar eingestuft. Bei niedrigen präoperativen LiMAx-Werten im Bereich 140–314 µg/kg/h ist eine präoperative Volumen-Funktions-Analyse indiziert, da diese Patienten nach der Operation in einem Bereich kritisch niedriger Leberfunktionen landen und daher ein erhöhtes Risiko für postoperative Komplikationen (einschließlich PHLF) tragen. In diesen Fällen ist, für eine bestmögliche Unterstützung der chirurgischen Entscheidungsfindung, eine möglichst exakte präoperative Erhebung der FLRF erwünscht.
Die Bestätigung, dass ein signifikanter Zusammenhang (r=0.85, p<0.001) zwischen der präoperativen Prädiktion der FLRF mit der tatsächlichen FLRF, gemessen innerhalb von 24 h nach der Operation, besteht, wurde ebenfalls von Stockmann et al. erbracht. Im Mittel lag eine Differenz (± Standardabweichung) von −36 ± 43 µg/kg/h zwischen präoperativ vorhergesagtem und postoperativ tatsächlich gemessenem LiMAx. Vergleichbare Ergebnisse liefert auch die Studie von Malinowski et al., die als mögliche Ursachen der Diskrepanz zwischen präoperativer Prädiktion der FLRF und tatsächlich postoperativ gemessener Funktion die intraoperative Ischämie und postoperative Hypoperfusion einzelner Leberareale diskutiert und die Einführung eines „Sicherheitsintervalls“ vorschlägt. Ein weiterer Einfluss auf die FLRF könnte das Vorhandensein von CYP1A2-Restaktivität in tumorösen Lebergeweben haben, deren CYP1A2-Aktivität in o. g. Formel mit 0 angenommen wird. Eine Studie von Wuensch et al. konnte diesbezüglich zeigen, dass die CYP1A2-Restaktivität in tumorösen Lebergewebe (hepatozelluläres Karzinom, kolorektale Lebermetastasen) vernachlässigbar gering ist (<2 % der CYP1A2-Aktivität im gesunden Lebergewebe), während die CYP1A2-Restaktivität in hepatozellulärem Adenomgewebe, mit ca. 12 % der CYP1A2-Aktivität im gesunden Lebergewebe, einen deutlicheren Einfluss auf die Gesamt-CYP1A2-Leberleistung hat. Diese Daten bestätigen, dass die Berechnung der Restleberfunktion in Fällen von hepatozellulären Karzinomen und kolorektalen Lebermetastasen mit oben genannter Formel eine akkurate Vorhersage liefert.

## Methodisches Vorgehen und Berechnung
Zur Bestimmung der Restleberfunktion wird zunächst aus Schnittbildern mit einer geeigneten Software das Gesamtlebervolumen (VG) identifiziert. Anschließend wird der tumoröse Bereich (VT) markiert und die chirurgische Schnittfläche eingezeichnet, die die Aufteilung in Resektat- (VR) und Restlebervolumen (VFLRV, Future Liver Remnant Volume) ermöglicht (Abbildung 1). Das eben beschriebene, dezidierte Vorgehen ist nötig, da angenommen wird, dass das tumoröse Volumen keine CYP1A2-Aktivität innehat und somit keinen Beitrag zu der mittels LiMAx ermittelten Gesamtleberfunktion beiträgt. Zur Berechnung der FLRF wird folgende Formel genutzt: {\displaystyle FLRF={FLRV \over V_{G}-V_{T}}\times LiMAx-Wert}
Bei einer errechneten Restleberfunktion (FLRF) von >100 µg/kg/h kann der Eingriff für den Patienten als sicher angenommen werden, während eine FLRF zwischen 80 und 100 µg/kg/h mit einem erhöhten Risiko verbunden ist und bei einer FLRF <80 µg/kg/h sollte von einer Operation gänzlich abgesehen werden (38,1 % postoperative Mortalität).

## Klinische Anwendung
Eine Auswertung von Patientendaten konnte zeigen, dass die mittels LiMAx und Bildgebung antizipierte residuale postoperative Leberfunktion prädiktiven Wert sowohl für unmittelbar postoperativ auftretenden Komplikationen als auch für das PHLF besitzt. Darüber hinaus konnte der Nachweis erbracht werden, dass der Einsatz des LiMAx-Tests tatsächlich zur Verbesserung der Patientenversorgung in der Leberchirurgie beiträgt. In einer retrospektiven Analyse von 1170 Patienten, die sich zwischen 2006 und 2011 einer elektiven Hepatektomie unterzogen, konnte gezeigt werden, dass nach Implementation des LiMAx-Entscheidungsalgorithmus die Rate an postoperativen Leberversagens sowie der damit verbundenen Mortalität signifikant abnahm. In einer randomisiert-kontrollierten Multicenterstudie wurden chirurgische Patienten mit intrahepatischen Tumoren entweder nach dem vorherrschenden klinischen Standard (Kontrollgruppe) behandelt oder erhielten zwei perioperative LiMAx-Tests (Interventionsgruppe). Der präoperative LiMAx-Test diente der präoperativen Risikoabschätzung (inkl. Volumen-Funktionsplanung) und OP-Planung gem. des LiMAx-Algorithmus und der postoperative LiMAx-Test zur Optimierung der postoperativen Behandlung. Die Rate schwerer Komplikationen war signifikant reduziert in der Interventionsgruppe, bei im Mittel gleichzeitig signifikant verkürzter Gesamtkrankenhausverweildauer und Verweildauer auf der Intensivstation.